# Cosmosoma ockendeni
Cosmosoma ockendeni är en fjärilsart som beskrevs av Rothschild 1910. Cosmosoma ockendeni ingår i släktet Cosmosoma och familjen björnspinnare. Inga underarter finns listade i Catalogue of Life.